# 放課後すとりっぷ
『放課後すとりっぷ』（ほうかごすとりっぷ）は若鶏にこみによる日本の4コマ漫画。『まんがタイムきらら』（芳文社）にて、2017年10月号から11月号のゲスト掲載を経て2018年1月号から2019年12月号まで連載された。全2巻。美術部でもないのに美術準備室で同じクラスの美少女の肢体をデッサンでキャンバスに描く女の子とその周囲で起こるすれ違いを描く物語。

## あらすじ
引っ込み思案の高校1年生青野林檎は放課後に美術準備室でクラスメイトの白石イチカをモデルに下着姿をデッサンすることが趣味になっていた。林檎本人としては後ろめたさもありながらもイチカの身体を描くことを通して愉悦を感じており、一方イチカは林檎が描いてくれる自分の姿が好きなこともあって、人知れず特別な関係を続けていた。そこにある日、イチカをモデルにした林檎の絵に惚れ込んだ隣のクラスの巨乳の女の子七瀬しちほが美術準備室に見学にやってきてそのまま仲間に加わり、「放課後の集まり」も賑やかさを増していく。
そして林檎と過去に因縁のある美術部の先輩秋映あかね、妹が最近林檎たちの集まりに出入りし始めたことをよからぬ関係と疑う七瀬六花とイチカを通して林檎たちが関わりを持つに至り過去から持ち越された因縁とすれ違いと混乱が加速していき、一度は「放課後の集まり」を解散させるに至る林檎。しかし、イチカが六花に林檎の活動の真相を明かしたことで改めて理解を示した六花が改めて林檎を説得し、美術部のメンバーも加わって「放課後の集まり」を改めて再開したところで物語は終わっている。

## 登場人物

### 放課後の集まり
青野 林檎（あおの りんご）
身長：147cm / 誕生日：5月11日 / 血液型：A型 / 好物：たらこパスタ、チーズかまぼこ
本作の主人公。1年B組でかま中出身。マゼンタのセミショートで一部を緑のシニヨンのなかにお団子をつくって結んでいる。身長は小さめでバストも小さめ。美術部に属していないが、放課後になると美術準備室を借りてイチカとななの下着姿をデッサンする「放課後の集まり」を開いている。「放課後の集まり」でイチカやななをデッサンで描くたびに実際に身体に触れているようで気持ちよく興奮してしまう。
やや引っ込み思案な性格であり、対人関係に難があるほどではないがやや思い込みが激しく不器用な面もある。イチカやななを日常的に下着姿に剥いてデッサンして描いているだけでなく、性的な目で見ていることを自覚しており、そのことに後ろめたさを覚えることもある。
イチカと「放課後の集まり」を始めて以来、少しずつイチカとの距離を縮めていきつつあり、デートと称してランジェリーショップへ行ったり、カラオケボックスで衣装を交換したりとしている。
美術教室の講師をしている母の小梅の手ほどきを受けて幼少期から絵を描いていたものの、母に言われて絵を描いていた面もあり元々絵を描くこと自体好きなわけではなかった。あかね同様に絵を描いているところを人に見られるのは苦手。
家でも教室でも静物デッサンばかりしていたこともあって、本来は人物デッサンは苦手であったが、「放課後の集まり」を始めて以来少しずつ上達しているのか柚に高く評価されている。
中学時代にみことや柚と一緒に学校見学していた時、あかねの絵に惹かれたことから彼女の学校に進学することを決めた。そして入学して間もなく美術部に入部を希望するものの、人見知りの激しいあかねに拒絶されて断念した過去がある。入部を諦めたあともあかねと美術部に対する未練が表面に出ることがある。
ゲームが好きだが長続きしない。鑑賞用パンツは黒派。母方の祖母が犬を飼っていることもあって犬派であり、好きな犬種はコーギー。牛乳やパンをよく食べており、好き嫌いは特にないが、コーヒーは飲めない。音楽は和洋問わずよく聴く。
名前の由来はデッサンのモチーフとして多用されるリンゴ。初期デザインでは目の色は緑であった。
白石 イチカ（しらいし いちか）
身長：162cm / 誕生日：4月8日 / 血液型：B型 / 好物：ソース焼きそば、たこ焼き
1年B組で四中出身。名前を漢字で表現すると「一香」になるが、もっぱら劇中では「イチカ」表記である。濃い青色のロングヘアーをリボンで結んでいる。豊満かつバランスの取れた体格をしており、デッサンしている林檎を惚れ惚れさせるほど。
さらに勉学面でも優秀なきらいがあり、あかねにももっと偏差値の高い学校に進めたのではと思われている。素直かつ真面目だが天然ボケの側面もあり、時折周囲を困惑させることもしばしば。母の経営しているランジェリーショップで水曜と土曜のシフトでバイトしている。コミュニケーション能力も高く、あかねと勉強会を行う約束を取り付けたときには林檎は衝撃を受けていた。
林檎との出会いは美術を選択して最初の授業で隣同士に座ったことがきっかけ。授業で描いた林檎の似顔絵に感動して自らモデルを買って出たのが「放課後の集まり」の始まりである。それ以来林檎と綺麗に見えるポーズや長時間動かずにいられる格好を模索していった結果現状へ至る。林檎と出会うまでは自分の見た目がそれほど好きではなかったものの、自分をモデルに描いた林檎の絵を見て初めて自分が好きになれた過去を持つ。
あかねは中学時代の先輩にあたり、六花はバイトの先輩に当たる。林檎と美術部の因縁を知ると、なんとか和解させようと尽力する。
食いしん坊な面があり、B級グルメとくにソース類の濃い食べ物を好んでいる。一方で徐々に味がなくなることからガム類が苦手。好きな季節は夏。犬派で本当は飼いたいほどであるが母が苦手なので飼えていない。4歳までおねしょをしていた。
名前の由来はデッサンのモチーフとして多用される石膏から白い石を連想したもの。
七瀬 しちほ（ななせ しちほ）
身長：158cm / 誕生日：6月30日 / 血液型：O型 / 好物：チーズタッカルビ、担担麺
六花の妹で姉同様に美術部員であるが、放課後の集まりに入り浸っている。1年A組で四中出身。主に劇中では「なな」と呼ばれる。名前を漢字で表現すると「七穂」となる。
茶髪のロングヘアーで前髪をぱっつんと切っている。目の色は赤紫。劇中でも屈指のバストサイズを誇る。勉強が苦手で物覚えが悪いこともあってあまり学力がいいわけではない反面、時折狡賢く大人びた側面を見せることもある。自由奔放な性格で好奇心も強く突拍子もない行動を取ることも多い。多趣味で毎月のように将来の夢が変わる。
美術準備室に掃除当番で入ったときにイチカを描いた林檎の絵に惹かれ彼女が絵を描いている様子の見学を希望。そのまま流れでモデルになり「放課後の集まり」の仲間になった。しかし、急激に下着に興味を持ちだしたのを六花にカレシが出来たと勘違いされる一幕も。
幼いころは姉の六花とともに絵画教室に通っていたことがあり、その縁であかねとも仲は良好だったため美術部に入部できた。
冬服のリボンをなくしてしまったので現在は夏服のリボンをつけている。マイ七味を欲しがるほどの辛党。好きな鳥も魚もペンギン。
呼び名の「なな」の由来は「放課後の集まり」サイドと「美術部」サイドの架け橋になってほしい思いから「なないろ」をもじったもの。

### 美術部
秋映 あかね（あきばえ あかね）
身長：146cm / 誕生日：9月29日 / 血液型：B型 / 好物：ねり梅、ヨーグルト
2年生の美術部員。四中出身。髪はクセの強い赤毛。
抽象画を中心に画力に定評があり、美術の心得のある林檎たちを唸らせるほど。さらに自分の作品だけでなく、学園祭の入り口の旗の装飾など学内企画の多くを手がけている。だが非常に人見知りが強く、他人が見ている場所では絵を描くことができない。加えて自分の描いた絵がベタ褒めされると羞恥心とプレッシャーを強く感じてしまう。かつては学力や成績は悪くなかったものの、現在は美術以外の成績や学力はあまり芳しくない。
小学生時代から林檎の母である小梅の美術教室に通って師事しており、そこで六花と出会った。家が隣同士ということもあって高校入学までは六花とは非常に仲が良かったものの、現在はバイトなどで多忙になり絵も描かなくなったためにやや距離ができつつあり寂しく感じている。そのため六花のことを気にしており、誤解しては突拍子もない行動に出る側面もある。
林檎については最初に強く拒絶してしまったこともあって、顔を合わせるのが気まずくなっていたものの、物語の終盤であったときには彼女に「好きを伝えて貰うこと」の重要性を諭され感銘を受けた。
好きな身支度は歯磨きだが、電動歯磨きは苦手。ねり梅のようなすっぱいお菓子類が好き。名前の由来はリンゴの品種である秋映とあかねより。
七瀬 六花（ななせ ろっか）
身長：168cm / 誕生日：7月1日 / 血液型：O型 / 好物：チョコレート、うどん
2年生の美術部員。四中出身。髪は銀色のショートカットで、目は青紫。
ななの姉でイチカのバイトの先輩でもある。年齢のわりに大人びて見えるために言われてみなければ高校生に見えないほど。気になる人物を私立探偵のようにストーキングして情報収集する癖がある。
小学生時代からあかねの絵の才能を高く評価しており、彼女とは半ば付きまとうようにして仲良くなった。かつてはあかねの絵の素晴らしさを広めようと躍起になっていたが、彼女が他人に見られている場所で絵が描けず、自分もその例外でないと中学時代に気付いてしまって以降はあかねと少し距離を置くようになった。あかねと同じ美術教室に通っていたこともあって、自分も絵を描いていたが、あかねと距離を置くようになってからはあまり描くこともなくなっている。
最近になってななが参加し始めた林檎の「放課後の集まり」の活動を怪しいものだと思い込みストーキングしていたが、結果的に林檎を追い込んでしまったためにイチカに説得される形で「放課後の集まり」を認めるだけでなく、自分もその活動に参加することになった。
苦いものも好きなタイプの甘党でチョコ菓子が好き。逆上がりができる。狭いところで寝たがるタイプ。作者が書き忘れることも多いが泣きぼくろがある。
名前の由来はリンゴの品種の「陸奥」をもじって「六」にしたもの。

### その他の登場人物
森 みこと（もり みこと）
身長：164cm / 誕生日：11月18日 / 血液型：O型 / 好物：ママレード、オムハヤシ
林檎の中学時代の同級生。現在は美術科のある県立高校に通っている。髪はピンク色のロングに一部をツーサイドアップにしたもの。柚とは幼なじみ。自由奔放かつ性的なことに寛容な性格で周囲を振り回すことも多い一方で友達思いのような面もある。中学時代に林檎や柚とともに学校見学に行きがてら美術部の偵察をしている。林檎とはお互いに別の高校に進学したあとも交流があり、時折柚を交えては喫茶店でダベっている。林檎が一度放課後の集まりを解散させたあと、体調を崩して寝込んだ時に柚とともに彼女を励ました。
6歳ほど年の離れた妹が2人おり、それぞれ「こころ」と「めぐみ」という名前である。コーヒーにこだわりがある。劇中から約10年経過した26歳になった時点ではコーヒーを挽いて暮らしている。
元々は作者が芳文社と関わりを持つ切っ掛けとなったコンテストに投稿した漫画の主人公だった。
仮谷 柚（かりや ゆう）
身長：148cm / 誕生日：2月10日 / 血液型：A型 / 好物：あんペースト、コンビーフ
林檎の中学時代の同級生。現在はみことと同じ県立高校に通っている。髪は薄緑のミディアムヘア。面倒くさがりの面はあるもののいざというときはキビキビと動く。他者を客観的に評価することができ、放課後の集まりを開始したあとの林檎とその絵を好意的に評価している。林檎が体調崩して寝込んだ時には中学時代の制服を着た状態でメロンパンで胸を膨らませていた。
肉か魚かと言われたら肉を選ぶ性格で、ネクタイを結ぶことができない。将来なりたかった生き物はシャチ。
元々はみこと同様、作者が芳文社と関わりを持つ切っ掛けとなったコンテストに投稿した漫画の登場人物。
ハチ
誕生日：4月8日
秋映家の飼い犬。人慣れした赤柴で、気質はおとなしく、初対面の林檎に即座に慣れるほど。イチカの誘いで七瀬家にやってきた林檎を見て気が動転したあかねが名前を聞かれた際、たまたま側にいたハチの名前を答えた。ハチ本人はその間コバチと呼ばれていた。
ななが名付け親。
青野 小梅（あおの こうめ）
林檎の母。旧姓は羽村。母娘ということもあってか髪型は娘と似ている。ただ身長は娘より遥かに大きい。
みことと柚の通っている県立高校のOGであり、当初は娘も同様に県立高校への進学を勧めていた。しかしあかねに憧れた林檎が彼女の通う女子校への進学を希望したときは残念そうな顔をしながらも受け入れた。
あかねと七瀬姉妹の通っていた絵画教室の先生でもあり、六花と仲良くなったことによるあかねの画風の変化を察していた。
数学が苦手。
南雲 こむぎ（なぐも こむぎ）
イチカの中学時代の同級生。イチカと同様に女子校に進学し、現在もイチカと林檎のクラスメイトである。中学時代、イースターに百均で購入したウサ耳をクラス中に配っていた。六花曰く、話しやすい性格らしい。
白石 レイカ（しらいし れいか）
イチカの母。舞台になっている女子校のOGであり、娘もそこに通わせている。急な雨が降ってきたので心配になって娘に電話するほどの娘思いな母。ランジェリーブランドを経営しており、娘や六花をバイトとして働かせている。娘とともに学校見学していた様子が描写されている。
犬が苦手。
七瀬父
六花としちほの父。六花曰く、普段は温厚だが娘のことになると親バカになることが仄めかされている。

## 書誌情報
- 若鶏にこみ『放課後すとりっぷ』、芳文社〈まんがタイムKRコミックス〉、全2巻
  1. 2019年1月10日初版第1刷発行（前年12月26日発売）、ISBN 978-4-8322-7055-8
    - 帯のキャッチコピーは「カラダが目的…？」[54]

  2. 2020年2月11日初版第1冊発行（同年1月27日発売）、ISBN 978-4-8322-7154-8
    - 帯のキャッチコピーは「私の性欲を好いてくれてありがとう…」[55]